# Pognana Lario
Pognana Lario es un municipio situado en la provincia de Como, en Lombardía. Tiene una población estimada, a fines de julio de 2023, de 657 habitantes.

## Evolución demográfica
| Gráfica de evolución demográfica de Pognana Lario entre 1861 y 2023 |
|                                                                     |
| Fuente: ISTAT - Elaboración gráfica de Wikipedia                    |